# Trollywood

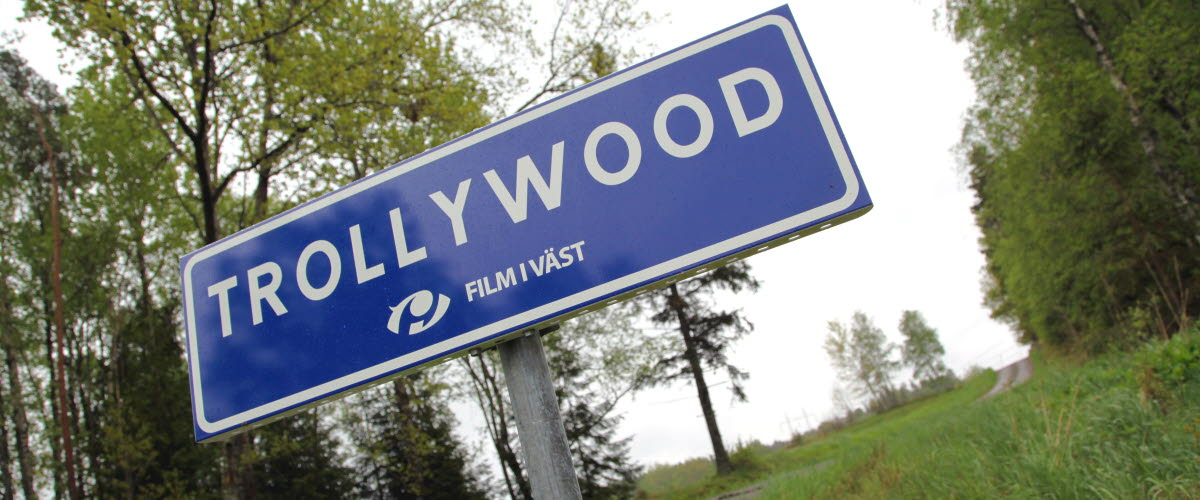
Trollywood

Trollywood is een internationale naam voor filmproducties uit Trollhättan. Bekende Trollywoodproducties zijn onder meer Fucking Åmål (in Engelstalige landen uitgegeven als Show Me Love), Dancer in the Dark, Manderlay en Dogville. De filmstudio Film i Väst staat centraal voor de producties.